# Rehmsbek
Der Rehmsbek ist ein kleiner Fluss bei Nortorf im Kreis Rendsburg-Eckernförde in Schleswig-Holstein. Der Fluss hat eine Länge von 3,5 km, entspringt westlich von Timmaspe und mündet in der Nähe des Borgdorfer Sees bei Borgdorf-Seedorf in den Bellerbek. 